# 通吉巴里烏帕齊拉
通吉巴里乌帕齐拉是孟加拉国蒙希甘傑縣的一个乌帕齐拉，位於達卡专区的蒙希甘傑縣。。

## 人口
據1991年孟加拉國人口普查，通吉巴里共有戶數31,346戶，人口176,881人。其中男性佔比52.46%，女性佔比47.54%；成年人口83,593人。該地7歲以上人口之平均識字率為35.6%，高於全國平均值（32.4%）。